# الكباس
الكباس منطة تتبع إدارياً  لمنطقة جرمانا بريف دمشق، يتوسط منطقة الكباس جسر الكباس، ويعد الجسر مهم حيث إنه يربط دمشق بريفها، يبلغ عدد سكان الكباس 30000 الف نسمة.